# 7,65 × 25 mm Borchardt
Die Patrone 7,65 × 25 mm Borchardt wurde von Hugo Borchardt für seine neue Selbstladepistole C93 entwickelt.
Sie kann als Prototyp moderner Pistolenpatronen angesehen werden. Die Grundkonstruktion wurde später von Mauser, Mannlicher und Tokarew für die von ihnen entwickelten Waffen verwendet.
Borchardt-Patronen wurden sowohl in den USA als auch in Deutschland hergestellt. Die deutschen Patronen konnten aber nur anhand der Beschriftung der Schachteln unterschieden werden.

## Synonyme
- 7,65 mm Borchardt M.1893
- 7,65 mm Borchardt M.1894
- 7,8 mm Borchardt Selbstlade-Pistole
- .30 Borchardt

## Waffen
- Borchardt M.1893